# Грушковцы (Летичевский район)
Грушковцы (укр. Грушківці) — село в Летичевском районе Хмельницкой области Украины.
Население по переписи 2001 года составляло 785 человек. Почтовый индекс — 31544. Телефонный код — 3857. Занимает площадь 3,198 км². Код КОАТУУ — 6823082401.

## История
В 1946 г. указом ПВС УССР село Войтовцы переименовано в Грушковцы.

## Местный совет
31544, Хмельницкая обл., Летичевский р-н, с. Грушковцы, ул. Ломаная, 23/1